# Eurydice caudata
Eurydice caudata är en kräftdjursart som beskrevs av Richardson 1899. Eurydice caudata ingår i släktet Eurydice och familjen Cirolanidae. Inga underarter finns listade i Catalogue of Life.